# رچت (دهانه)
رچت یک دهانه برخوردی در ماه‌ است.